# ミトコンドリア病
ミトコンドリア病（ミトコンドリアびょう）とは、真核生物の細胞小器官の1つであるミトコンドリアの異常が原因で発症する疾患である。1980年代から脚光を浴びるようになった。ミトコンドリア病によって障害の起き易い場所に因んで、ミトコンドリア脳筋症やミトコンドリアミオパチーとも呼ばれる。ただし、一口にミトコンドリア病と言っても多彩な病態を示すため、病型分類が行われてきた。

## 病態
ミトコンドリアで発生した異常が原因で、ミトコンドリアでATPが充分に産生できなくなるために発症する。このため、ミトコンドリア病を発症すると、特にATPを多く必要とする場所で症状が起こり易い。すなわち、脳、骨格筋、心筋が異常を起こす場合が多く、これがミトコンドリア脳筋症とも呼ばれる理由である。しかしながら、その機能の維持のためにATPを多く消費する場所は、他にも存在するため、そのような場所でも症状が顕在化する場合もある。
これに加えて、体内全てのミトコンドリアが一様に異常を来たすとは限らないため、また、ミトコンドリアの機能低下の度合いも全身で一様とは限らないため、一口にミトコンドリア病と言っても、多彩な病態を示す。
またATPが充分に産生できない代償として、嫌気的なATP産生の仕組みが異常に酷使される。この結果、解糖系で発生したピルビン酸が蓄積したり、解糖系を動かし続けるために必要な分子を再生するために乳酸が蓄積したりする場合がある。
なお、糖尿病のような病態を示す場合もあり、糖尿病の1パーセントは、ミトコンドリア病であるとも考えられている。
かつてはミトコンドリアDNAに何らかの変異が起きた結果として、発症するのだろうと推定されていた。しかし、確かにミトコンドリアDNAの異常が原因と考えられる場合もある一方で、必ずしもミトコンドリアDNAの異常が原因でない場合もあると判ってきた。例えば、ミトコンドリアDNAではなく、細胞核の側のDNAの変異によって起こる場合も有ると判明した。

## 疫学
多くの場合で、血縁者など遺伝によるのではなく、孤発性でミトコンドリア病を発症する。つまり、ミトコンドリアでのATP産生は、要するに、電子伝達系で酸素分子に高エネルギーの電子を押し付けて行っているため、いわゆる活性酸素がミトコンドリアは発生し易く、これが時にミトコンドリアの打撃を与えたまま、修復に失敗した結果、偶発的に孤発性のミトコンドリア病を発症するなどの原因が考えられている。
ただ、ミトコンドリアDNAの異常が原因のミトコンドリア病は、基本的にミトコンドリアDNAは母親の卵細胞から受け継がれるので、点突然変異、つまり、1つの塩基が置き換わる変異の場合は、母系を伝わり遺伝する事例がある。
また、核遺伝子の異常が原因のミトコンドリア病は、多くの場合で常染色体劣性遺伝である。

## 診断
ミトコンドリア病で筋肉に異常を起こした患者に対して筋生検を行って、顕微鏡で採取した筋組織を調べると、しばしば、筋鞘膜下に赤色ボロ線維（ragged red fiber: RRF）と呼ばれる物が見える。これは異常なミトコンドリアが多数集積した場所である。
なお、遺伝子診断を行う場合もある。

## 治療法
モデルマウスを用いた治療法の研究が行われてきたものの、現時点では根治法の無い難病であり、基本的に対症療法が行われる。
例えば、ミトコンドリアの電子伝達系を活性化するために、ユビキノンやコハク酸の投与を行う場合も有る。要するに、異常を起こしたミトコンドリアに残されているATP産生能力を、最大限引き出そうという意図である。
また、日本でも、2019年にタウリンがミトコンドリア病の病型の1つであるMELAS症候群における脳卒中様発作の抑制のための治療薬として認可された。
これに対して、例えば、ミトコンドリアでのエネルギー産生に関与するカルニチンを欠乏させる副作用を生ずる、バルプロ酸などの投与を避ける事が望ましい。他にも、ミトコンドリアの機能を低下させる可能性のある薬物は、避ける事が望ましい。
ただし、これらの対処を行っても、しばしば充分に症状を抑えられない。場合によっては、心臓の機能低下などのために患者は死亡する。なお、日本では難病法で診断基準を含めて指定されている。

## ミトコンドリア病の種類
代表的なミトコンドリア病としては、慢性進行性外眼筋麻痺、MELAS、MERRFの3つが挙げられる。このうちMELASとMERRFが母系遺伝するのに対して、慢性進行性外眼筋麻痺の多くは孤発例である。

### ミトコンドリア脳筋症の3大病型
- 慢性進行性外眼麻痺症候群（CPEO） - 眼瞼下垂、外眼筋の麻痺が主な症状である。発症年齢は幅広い。多くの症例でミトコンドリアDNAに欠失が見られる。
  - カーンズ・セイヤー症候群（Kearns-Sayre syndrome、KSS） - 外眼筋の麻痺、網膜色素変性、心伝導ブロックの3つを併発する点が主な特徴である。筋力低下などを併発する。
- 赤色ボロ線維・ミオクローヌスてんかん症候群（福原病、マーフ、ragged-red fiberを伴うミオクローヌスてんかん）（MERRF） - ミオクローヌス、痙攣、小脳症状、筋症状が主に現れる。子供に多い。知的退行、歩行障害に至る。患者の4割で心筋症を合併する。福原信義らによって1980年に新潟で発見された。ragged-red fiber（赤色ボロ線維）は、異常ミトコンドリアの染色像である。母系遺伝する。
- ミトコンドリア脳筋症・乳酸アシドーシス・脳卒中様症候群（メラス、卒中様症状を伴うミトコンドリア脳筋症）（MELAS[注釈 3]） - 脳卒中様の発作を起こす点が特徴である。頭痛、嘔吐が初発症状である場合が多い。筋力低下、知能障害などが起こる場合もある。小児に多い。血清・髄液中の乳酸値が高い。後頭葉に多発性脳梗塞様のCT、MR所見を認める。母系遺伝する。

### その他のミトコンドリア病の病型
- Leigh脳症（リー脳症） - 乳幼児期から精神運動発達遅延、退行を起こす。血中や髄液中において、乳酸やピルビン酸の濃度が高い症例が多い。脳の断層撮影で、大脳基底核や脳幹に両側対称性の病変が見られる。(PMID: 26425749)
- ミトコンドリア異常を原因とする心筋症 - 心筋の肥大を示す。
- レーベル病 - 視力低下が主症状である。幅広い年齢層に発症するが、20歳前後に発症するケースが多く、男性の比率が高い。多発性硬化症に似た病変や、ジストニアの合併を伴う場合もある (Leber's plus)。ミトコンドリア病の中で、最初に発見された病態である。
- ミトコンドリア糖尿病 - ミトコンドリアの機能異常によるインスリン分泌障害で糖尿病になる。難聴を伴う症例が多い。この病型での脳や筋肉の障害の発生は、稀である。
- Pearson病 - 貧血、汎血球減少症を来たす。乳児期に発症する。高乳酸血症、代謝性アシドーシスなどを伴い、生後まもなくから、血液の障害、特に重症貧血が起こる。頻繁な輸血が必要な場合もある。1979年にPearsonらが発表し、1988年にミトコンドリアの異常が原因だと証明された。なお、初期はDNAの単一塩基異常とされたが、今はその部位は無関係とされている。

## ライ症候群とミトコンドリアの障害
ウイルス感染症の際に、アセチルサリチル酸を不適切に使用すると発症する場合のある、生命の危険も伴う病態として、ライ症候群が知られている。このライ症候群は、普通はミトコンドリア病と言われない。
ただ、ライ症候群に陥った際には、肝臓のミトコンドリアが障害を受けており、結果として肝機能障害が発生している事が判明した。